# Comuna de Wyszogród
Wyszogród (polaco: Gmina Wyszogród) é uma gminy (comuna) na Polónia, na voivodia de Mazóvia e no condado de Płocki. A sede do condado é a cidade de Wyszogród.
De acordo com os censos de 2004, a comuna tem 6048 habitantes, com uma densidade 61,8 hab/km².

## Área
Estende-se por uma área de 97,93 km², incluindo:
- área agricola: 74%
- área florestal: 10%

## Demografia
Dados de 30 de Junho 2004:
|                      | Total   | Total | Mulheres | Mulheres | Homens  | Homens |
| -------------------- | ------- | ----- | -------- | -------- | ------- | ------ |
|                      | pessoas | %     | pessoas  | %        | pessoas | %      |
| População            | 6048    | 100   | 3020     | 49,9     | 3028    | 50,1   |
| Densidade (pop./km²) | 61,8    | 100   | 30,8     | 30,8     | 30,9    | 30,9   |

De acordo com dados de 2002, o rendimento médio per capita ascendia a 1382,95 zł.

## Subdivisões
- Bolino, Chmielewo, Ciućkowo, Drwały, Grodkowo, Gródkówko, Kobylniki, Marcjanka, Pozarzyn, Pruszczyn, Rakowo, Rębowo, Rostkowice, Słomin, Starzyno, Wiązówka, Wilczkowo.

## Comunas vizinhas
- Brochów, Czerwińsk nad Wisłą, Iłów, Mała Wieś, Młodzieszyn, Naruszewo